# Parhalixodes chilensis
Parhalixodes chilensis är en kvalsterart som beskrevs av Newell 1971. Parhalixodes chilensis ingår i släktet Parhalixodes och familjen Halacaridae. Inga underarter finns listade i Catalogue of Life.